# Helmut Pfeiffer (Jurist)

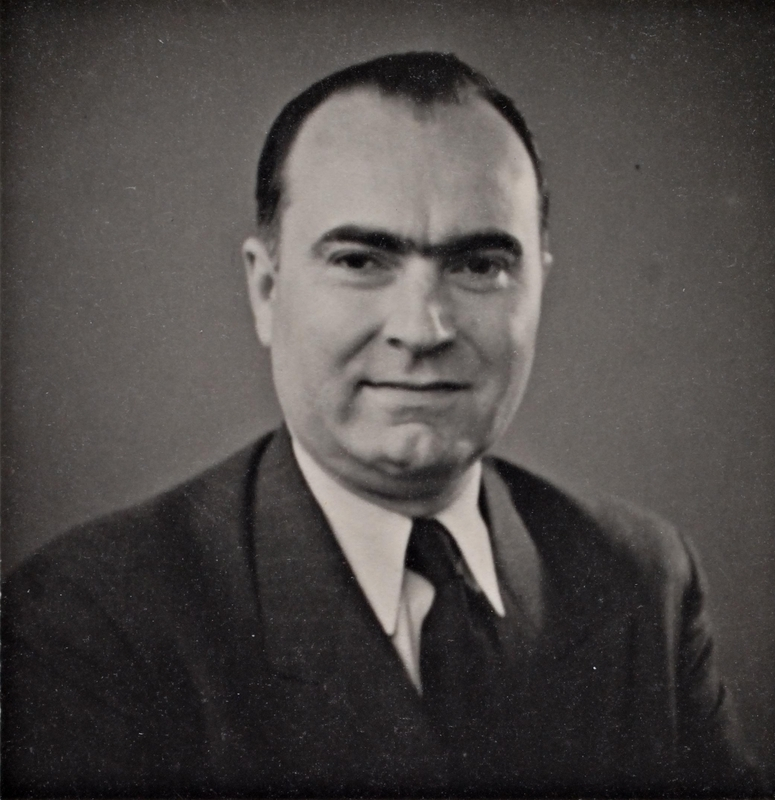
Helmut Pfeiffer

Helmut Roland Heinrich Pfeiffer (* 2. November 1907 in Eiringhausen bei Plettenberg, Westfalen; † 17. April 1945 in Kopenhagen) war ein deutscher Jurist und SS-Offizier, der vom NS-Regime verfolgte Menschen rettete.

## Beruflicher Werdegang
Pfeiffer war ein Sohn des kaufmännischen Werkmeisters Heinrich Pfeiffer und seiner Frau Selma, geborene Breddermann. Nach dem Abitur am Realgymnasium in Altena studierte er Rechts- und Staatswissenschaften in Köln. Sein Referendarexamen erfolgte 1931, und 1935 schloss er sein Assessorexamen ab. Ab 1932 war er Geschäftsführer des Gaurechtsamtes Westfalen-Süd der NSDAP, ab 1933 zusätzlich Rechtsberater des Arbeitsdienstes Gau 20B. Ab 1934 war er Organisationswalter des NS-Rechtswahrerbundes, anschließend Hauptstellenleiter in der Reichsleitung der NSDAP im Reichsrechtsamt. Seit 1934 war er zusätzlich ehrenamtlicher Mitarbeiter in der Organisation der gewerblichen Wirtschaft, auch als Vorsitzender der Schiedsstelle der Wirtschaftsgruppen Metallwarenindustrie sowie Eisen-, Stahl- und Blechwarenindustrie.

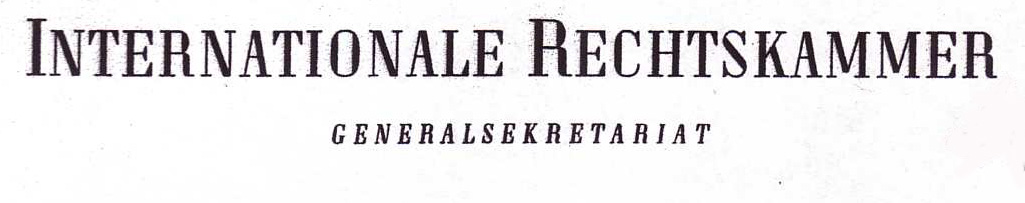
1941

Ab 1. November 1939 war Pfeiffer Leiter der Hauptabteilung Wirtschaft beim Bevollmächtigten des Generalgouvernements, Reichsamtsleiter Wilhelm Heuber. Nach der 1941 erfolgten Gründung der Internationalen Rechtskammer durch Hans Frank fungierte er als deren (erster) Generalsekretär. Die Internationale Rechtskammer agierte nach einer kurzen 'Untermiete' im Haus des Nationalsozialistischen Rechtswahrerbundes (Berlin, Tiergartenstraße 20/21) von der Adresse Berlin, Unter den Linden 27.
Ab November 1941 war Pfeiffer SS-Führer beim Stab des SS-Hauptamtes und ab November 1942 SS-Führer im Reichssicherheitshauptamt (RSHA). Im Winter 1944 war er SS-Hauptsturmführer im RSHA Amt VI-III-Kult.
Neben all diesen Funktionen führte er eine Rechtsanwaltskanzlei, die die unverdächtige Basis für seine Hilfsaktionen bot.

## Politischer Werdegang
In Köln kam Pfeiffer 1927 zum ersten Mal mit dem Nationalsozialismus in Berührung. Von 1929 bis 1931 war er in den Ferien als Rechtsberater des Ortsgruppenleiters der NSDAP tätig. Zum 1. Februar 1932 trat er der NSDAP bei (Mitgliedsnummer 894.201). Möglicherweise war er Mitglied der SA von 1933 bis 1934. Am 9. November 1938 erfolgte auf Empfehlung von SS-Obergruppenführer Friedrich-Wilhelm Krüger seine Aufnahme in die SS (SS-Nummer 310.479) mit dem Dienstgrad SS-Hauptsturmführer.

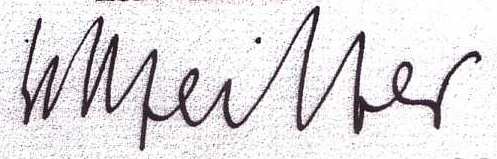
1942

Pfeiffer war ein Schüler und später enger Mitarbeiter des Staatsrechtlers und Rechtstheoretikers Carl Schmitt, mit dem er auch privaten Kontakt pflegte. Auch zum späteren Generalgouverneur des besetzten Polen Hans Frank hatte Pfeiffer ein Naheverhältnis, anfangs im Rechtswahrerbund, dann während seiner Tätigkeiten im Generalgouvernement und schließlich bei der Internationalen Rechtskammer.
Im Frühsommer 1943 war Pfeiffer in die Weitergabe eines Separatfriedensangebotes Stalins involviert: „Von Bormann zur abschließenden Besprechung meiner beabsichtigten späteren Publikation von ‚Hitlers Tischgesprächen’ in sein Haus am Obersalzberg bestellt, nahm ich mir deshalb ein Herz und informierte ihn im Auftrag eines Berliner Freundes, des Generalsekretärs der Internationalen Rechtskammer, Dr. Helmut Pfeiffer, von einem gerade in Stockholm vorliegenden ‚Separatfriedensangebot Stalins’.“

## Rettungsaktionen

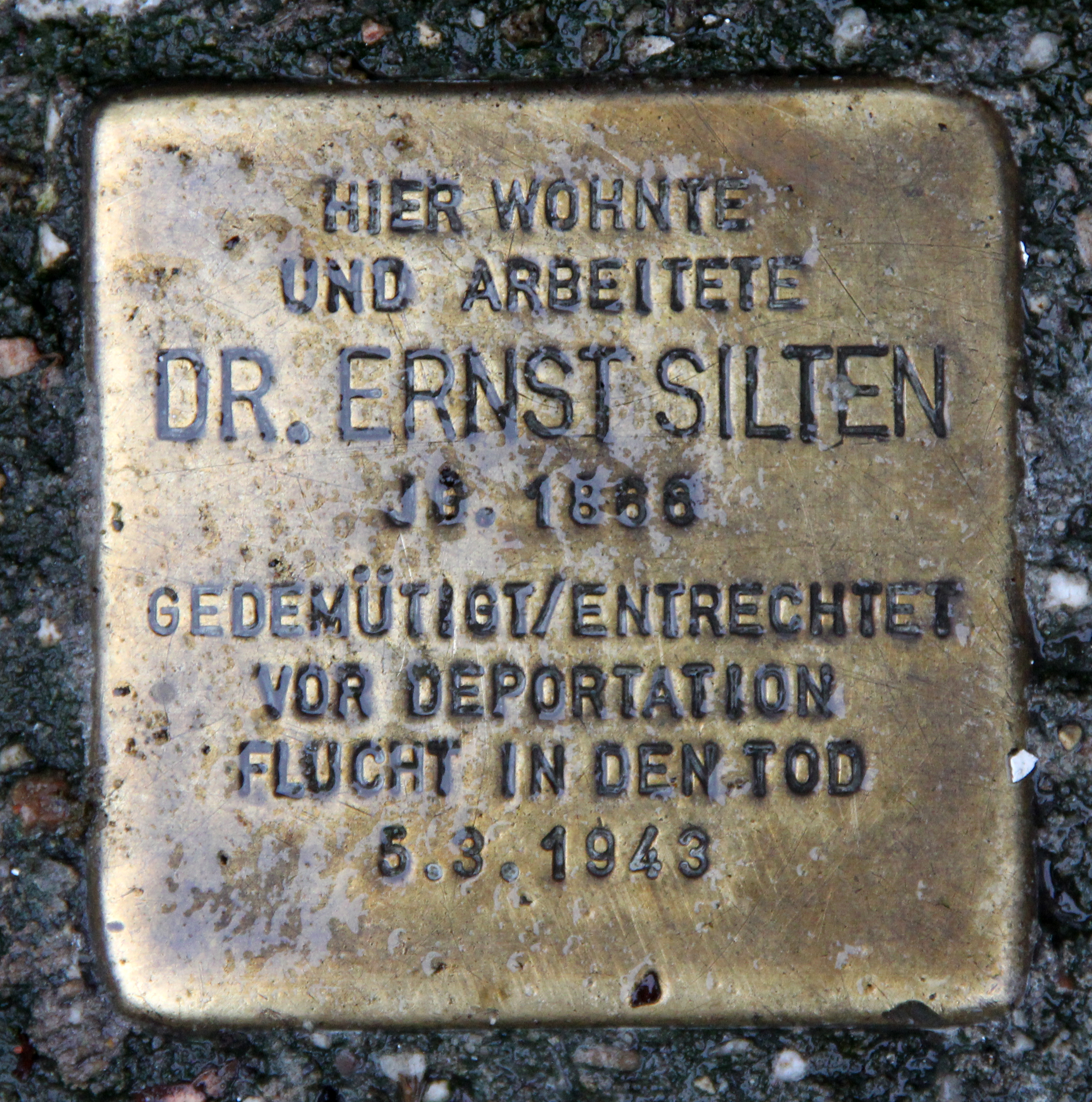
Stolperstein für Ernst Silten vor dem Haus Reinhardtstraße 5 in Berlin-Mitte

Im Herbst 1942 erfuhr der jüdische Berliner Apotheker Ernst Silten, „dass (Pfeiffer) meine Abwanderung verhindern könne, wenn ich für die Lösung wirtschaftlicher Aufgaben angefordert würde.“ Sein langjähriger Geschäftspartner, der Lübecker Industrielle Heinrich Dräger, beauftragte den Anwalt zu dieser Anforderung. Dazu kam es allerdings nicht mehr, da Ernst Silten im März 1943 anlässlich eines Gestapo-Einsatzes Suizid beging.
Ernst Siltens Sohn Fritz Silten war bereits 1938 mit seiner Frau Ilse, seiner Tochter Gabriele und seiner Mutter aus Deutschland emigriert und hatte sich in Amsterdam niedergelassen. Nach der Besetzung der Niederlande durch die Wehrmacht wurde ihnen die angestrebte Auswanderung nach Argentinien verwehrt und die Familie im Juni 1943 über das Durchgangslager Westerbork im Januar 1944 weiter nach Theresienstadt deportiert. Pfeiffer versuchte über seine Kontakte, zuerst den Transport nach Westerbork und anschließend die Weiterverschickung nach Theresienstadt zu verhindern, hinauszuzögern oder wenigstens eine befristete Beurlaubung zu erreichen.
Dank seiner und Drägers Bemühungen überlebten Fritz, Ilse und Gabriele Silten das NS-Regime.
Pfeiffer setzte sich weiterhin für den Juristen Philipp Kozower ein, Vorstandsmitglied der Jüdischen Gemeinde zu Berlin, der mit Frau und drei kleinen Kindern im Januar 1943 nach Theresienstadt gebracht wurde. Allerdings kamen seine Rettungsversuche zu spät, denn die Familie wurde im Herbst 1944 nach Auschwitz deportiert und ermordet.
Gemeinsam mit dem dänischen Anwalt Erik Reitzel Nielsen bemühte sich Pfeiffer um die Freilassung des dänischen Textilhändlers Willy Levysohn (1889–1944) aus dem Konzentrationslager Theresienstadt. Anders als den meisten dänischen Juden und auch seiner Frau und den beiden Kindern war Levysohn am 30. September 1943 die Flucht nach Schweden nicht gelungen, da er einen Monat zuvor von den Deutschen verhaftet worden war. Mit dem Transport XXV/3 wurde er am 14. Oktober 1943 nach Theresienstadt deportiert, wo er im März 1944 an 'Lungenentzündung' starb.
Aus Zeugenaussagen sind weitere glaubwürdige Vorfälle bekannt, die aber noch nicht belegt sind: 1942 oder 1943 strengte Pfeiffer eine Klage gegen Gestapo-Beamte in Polen an, da sie sich das Vermögen eines sogenannten „Nicht-Ariers“ angeeignet hatten. Für diese Klage wurde Pfeiffer seinerseits von der Gestapo angezeigt.
Pfeiffer engagierte sich außerdem für die rund 2000 dänischen Polizisten, die im September 1944 von der deutschen Besatzungsmacht verhaftet und über das KZ Neuengamme ins KZ Buchenwald gebracht wurden. Wie Pfeiffers Rettungsversuche im Detail aussahen, ist nicht bekannt, doch wird auf sein Eingreifen im Protokoll der Parlamentarischen Untersuchungskommission vom 25. Oktober 1950 mehrfach hingewiesen.

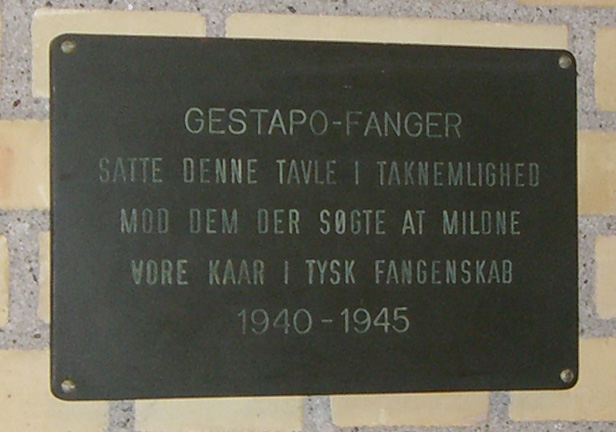
Tafel im Gefängniseingang: „Gestapo-Gefangene setzten diese Tafel in Dankbarkeit gegenüber denen, die versuchten, unsere Verhältnisse in deutscher Gefangenschaft zu mildern 1940–1945“

Weiters gibt es den Augenzeugenbericht von Mirjana Tomljenovic-Markovic, der bis jetzt anhand der Datenlage noch nicht aufgeklärt werden konnte: Seine letzte Rettungsaktion betraf vier namentlich nicht bekannte Polen, darunter drei jüdische, die Pfeiffer zuvor nach Dänemark eingeschmuggelt hatte. Bei seinem missglückten Fluchtversuch im April 1945 nach Schweden nahm er sie mit. Sie wurden ebenfalls ins Gestapo-Hauptquartier von Kopenhagen und anschließend weiter ins Westgefängnis gebracht, wo sie am 27. April 1945 erschossen werden sollten. Aufgrund der bereits einsetzenden Auflösungserscheinungen des Dritten Reiches fanden diese Exekutionen nicht mehr statt.
Wegen der lückenhaften Beweislage konnte Helmut Pfeiffer bisher nicht in entsprechende Datenbanken und Gedenkstätten aufgenommen werden.

## Militärischer Werdegang
Wegen eines Herzfehlers war er dienstbefreit, später unabkömmlich (uk) gestellt (Wehrpass Berlin VIII 07/179/14/4 vom 21. April 1939 Ers. Res. bd. tgl. II b.). Wegen politischer Unzuverlässigkeit wurde seine uk-Stellung etwa Anfang 1944 gestrichen, er konnte die Einberufung jedoch weiter hinausschieben. Der Einberufung zur SS-Panzerjäger-Ausbildungs- und Ersatz-Abteilung 1 (Rastenburg/Ostpreußen) zum 5. Januar 1945 entzog er sich durch Flucht nach Dänemark.

## Lebensende

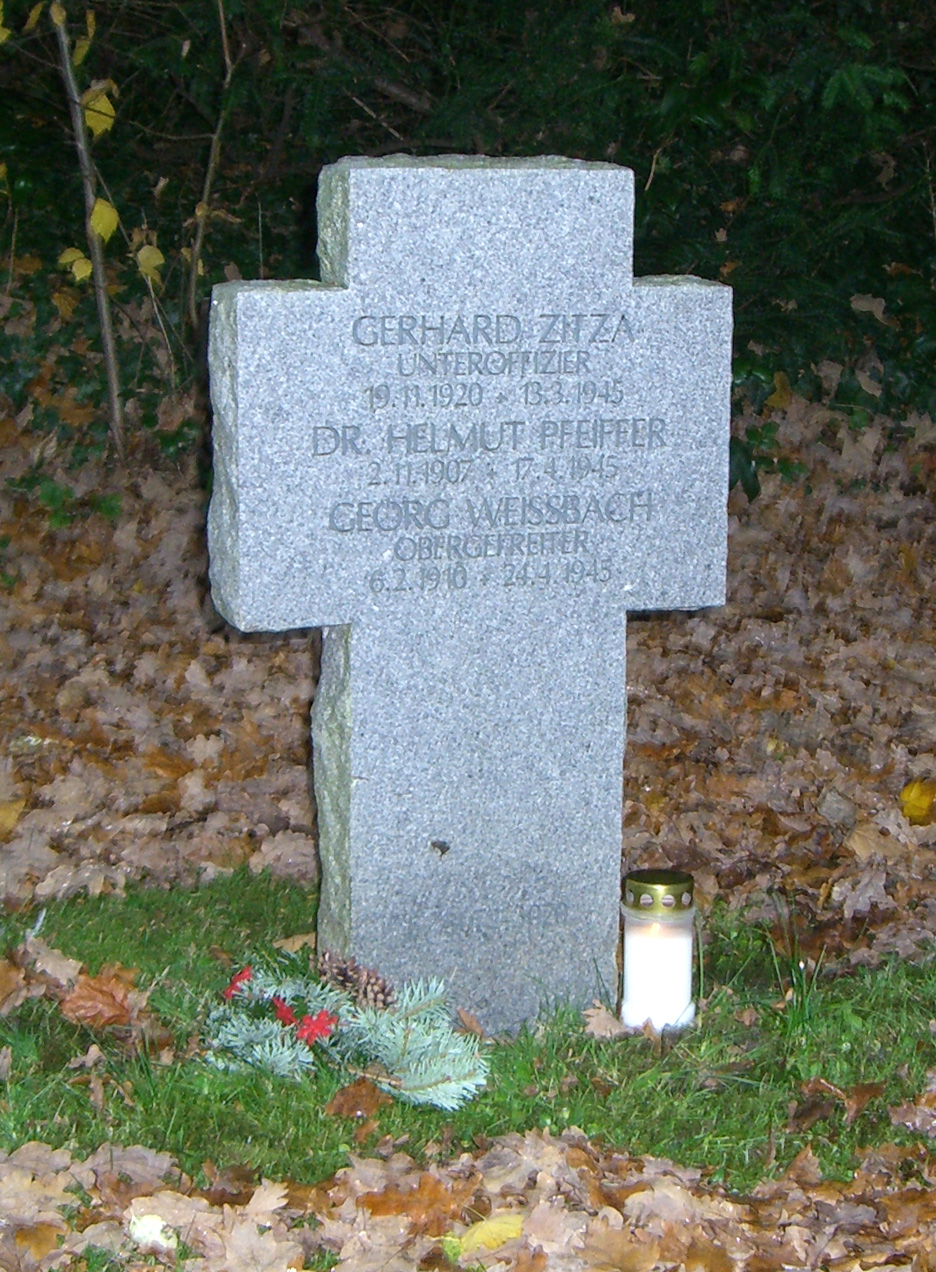
Pfeiffers Grab

Zum Schutz vor der Gestapo wurde er von Freunden zu einer fingierten Blinddarmoperation in ein Kopenhagener Spital aufgenommen. Der Spitalsaufenthalt wurde durch fiebererzeugende Injektionen verlängert. In der Nacht vom 10. auf den 11. April 1945 versuchte er die Flucht nach Schweden mit einem Boot, jedoch vergeblich: Das Schiff wurde durch die Wasserschutzpolizei oder Marine-Küsten-Polizei aufgebracht und Pfeiffer ins Gestapo-Hauptquartier (Dagmarhaus) eingeliefert. Anschließend erfolgte seine Überführung ins Westgefängnis. Am 17. April 1945 wurde er in seiner Zelle stranguliert aufgefunden.
Pfeiffer wurde schließlich im Kopenhagener Vestre Kirkegård (E / 1 / 3071 1314) in der Deutschen Kriegsgräberstätte Kopenhagen West (Vestre Kirkegård) begraben. Sein Grab wird vom Volksbund Deutsche Kriegsgräberfürsorge betreut.
„Während der mit Dräger eng zusammenarbeitende Anwalt Pfeiffer aufgrund dieser Aktivitäten für Juden noch am 17. April 1945 in Kopenhagen von der Gestapo ermordet wurde, konnte der Unternehmer sein Engagement bis zum Kriegsende verbergen.“

## Auszeichnungen
- Ehrenwinkel der Alten Kämpfer
- Dienstauszeichnung der NSDAP in Bronze
- Kriegsverdienstkreuz II. Klasse
- Ritterkreuz des Kgl. Dänischen Dannebrog-Ordens (1940–1945)[8]

## Schriften von Helmut Pfeiffer
- Der Versicherungsmakler. Inaugural-Dissertation, Rechtswissenschaftliche Fakultät der Universität Köln, Würzburg 1932.
- Rechtsaufklärung. In: Unser Wille und Weg/Heft 5, Mai 1939, Seite 113. Monatsblätter der Reichspropagandaleitung der NSDAP. Die parteiamtliche Propagandazeitschrift der NSDAP. Herausgeber: J. Goebbels.
- Tagungsbericht der internationalen Juristenbesprechung in Berlin vom 3. bis 5. April 1941 aus Anlass der Gründung der internationalen Rechtskammer. Herausgeber: Helmut Pfeiffer, Deutscher Rechtsverlag, 1941.
- Das Generalgouvernement und seine Wirtschaft. Herausgegeben von Staatssekretär Dr. Josef Bühler, Chef des Amtes des Generalgouverneurs, Reichsamtsleiter Dr. Wilhelm Heuber, Bevollmächtigter des Generalgouverneurs in Berlin. Bearbeitet von Rechtsanwalt Dr. Helmut Pfeiffer, Leiter der Wirtschaftsabteilung des Bevollmächtigten des Generalgouverneurs in Berlin. Deutscher Verlag für Politik und Wirtschaft, Abteilung Wirtschaftsordnung, Berlin-Halensee, Loseblattsammlung: 1940, Ergänzungen 1941.
- Die Aufgaben der Internationalen Rechtskammer. In: Arch. f. Urheber-, Film- und Theaterrecht 15, 1, 2–5 (1942) Archiv der Internationalen Rechtskammer 1942 / mit einem Geleitwort von Dr. Ohnesorge; bearbeitet und zusammengestellt von Helmut Pfeiffer. Berlin. Jamrowski. 1943. 174 S.
- Organisationsbericht. In: Protokoll der Arbeitssitzung der internationalen Rechtskammer, Hohe Tatra, Juni 1943, Vervielfältigte Maschinschrift